# Antidesma cruciforme
Antidesma cruciforme là một loàithực vật thuộc họ Euphorbiaceae. Đây là loài đặc hữu của Malaysia.